# Oostmalle
Ne doit pas être confondu avec Westmalle.
Oostmalle est une section de la commune belge de Malle située en Région flamande dans la province d'Anvers. C'était une commune à part entière avant la fusion des communes de 1977.

## Démographie

### Évolution démographique
- Sources : INS, Rem. : 1806 jusqu'en 1970 = recensements, 1976 = nombre d'habitants au 31 décembre[2].

## Histoire
Une tornade frappa durement le village le 25 juin 1967, faisant 7 morts.
L'église fut éventrée.